# B*Witched
B*Witched é um girl group irlandês de música pop, formado em 1998. O grupo fez sucesso na Europa e na América do Norte entre 1998 e 2000, lançando dois álbuns e oito singles, todos os que estiveram no UK Top 20. A formação consistia das irmãs gêmeas Edele e Keavy Lynch, Lindsay Armaou e Sinéad O'Carroll. Seus primeiros quatro singles, "C'est la Vie", "Rollercoaster", "To You I Belong" e "Blame It on the Weatherman", alcançaram o número um no UK Singles Chart. O quarteto se separou em 2002 depois de ser largada por sua gravadora. O grupo vendeu 3 milhões de álbuns em todo o mundo. Em 2006, as irmãs Lynch formaram um grupo, a Ms. Lynch, freqüentemente performando as canções das B*Witched em shows ao vivo.
Em 18 de outubro de 2012, foi anunciado que o B*Witched iria se reunir para o reality-documentário da ITV2, The Big Reunion, juntamente com outros grupos pop de seu tempo, incluindo Liberty X, Five e Atomic Kitten.    O show segue as seis bandas como eles se reuniram pela primeira vez em uma década e ensaiado antes de um retorno no Hammersmith Apollo em 26 de fevereiro de 2013. Devido ao sucesso do show e da alta demanda por bilhetes no Hammersmith Apollo, B*Witched e as outras bandas estão embarcando em uma turnê ao redor do Reino Unido e Irlanda.
Em dezembro, elas anunciaram via Pledgemusic que haviam gravado seu primeiro EP, intitulado Champagne or Guinness. Ele foi lançado em 30 de abril de 2014.

## Discografia

### Álbuns de estúdio
- B*Witched (1998)
- Awake and Breathe (1999)

### Extended plays (EPs)
- C'est La Vie
- Across America 2000
- Champagne or Guinness (2014)

### Singles
- "C'est La Vie"[nota 1]
- "Rollercoaster"
- "To You I Belong"
- "Blame It on the Weatherman"
- "Jesse Hold On"
- "I Shall Be There"
- "Jump Down"
- "Mickey"
- "Love & Money"

### Outras canções
- "Get Happy" (E. Lynch, K. Lynch, S. O'Carroll, L. Armaou, R. Hedges, M. Brannigan) (canção da trilha sonora de Pokémon - The First Movie, 1999, Atlantic Records)
- "Where Will You Go"
- "Hold On" (M. Gerrard, B. Bennenatte) (canção da trilha sonora de O Diário da Princesa, 2001, Walt Disney Records)

## Vídeos
- We Four Girls Are Here To Stay!
- Jesse Hold On (VHS Single)
- Jump Up Jump Down Live

## Turnês
- Jump Up Jump Down Tour (1999-2000)